# Finlandia en los Juegos Olímpicos de Londres 2012
Finlandia estuvo representada en los Juegos Olímpicos de Londres 2012 por un total de 55 deportistas que compitieron en  deportes. Responsable del equipo olímpico fue el Comité Olímpico Finlandés, así como las federaciones deportivas nacionales de cada deporte con participación.
La portadora de la bandera en la ceremonia de apertura fue la nadadora Hanna-Maria Seppälä.

## Medallistas
El equipo olímpico de Finlandia obtuvo las siguientes medallas:
| Nombre                                     | Deporte   | Competición  |
| ------------------------------------------ | --------- | ------------ |
| Oro                                        |           |              |
| —                                          |           |              |
| Plata                                      |           |              |
| Antti Ruuskanen                            | Atletismo | Jabalina M   |
| Tuuli Petäjä                               | Vela      | RS:X F       |
| Bronce                                     |           |              |
| Silja Lehtinen Silja Kanerva Mikaela Wulff | Vela      | Elliott 6m F |